# Ектон (Канберра)
35°16′46″ пд. ш. 149°07′10″ сх. д. / 35.27944° пд. ш. 149.11944° сх. д.

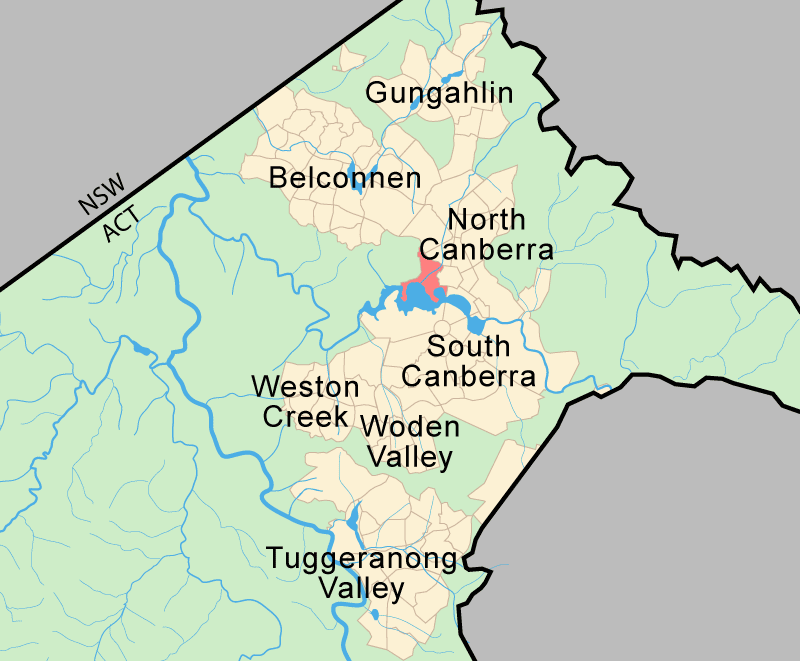
Розташування району Ектон

Ектон (англ. Acton) — район в окрузі Північна Канберра столиці Австралії міста Канберри.
Поштовий код району — 2601. 
Район успадкував назву одного зі старих поселень регіону Ектон, що був розташований неподалік від нинішнього Національного музею наприкінці вулиці Лайверсайдж.

## Розташування, населення та об'єкти
Ектон займає територію на захід від канберрського середмістя. Район обмежений горою Блек-Маунтін із заходу і озером Берлі-Гриффін на півдні. 
Населення Ектону (за даними перепису 2006 року) становить 1 808 осіб, здебільшого це студенти, які живуть в кампусі Австралійського національного університету. В окрузі налічується лише 24 приватних домоволодіння.
Основну частину території району займає кампус Австралійського національного університету. Також у районі розташований Національний архів фото-і аудіодокументів, філія Державного об'єднання наукових і прикладних досліджень, Національний музей Австралії та Королівський госпіталь Канберри.

## Історія

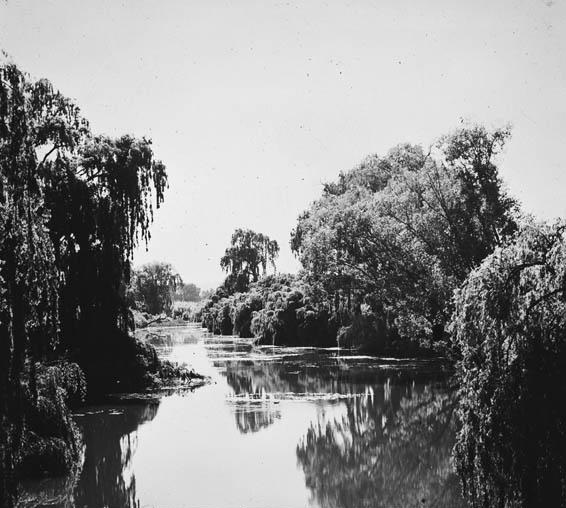
Річка Молонго в районі Ектону в 1920 році

Із заснуванням федеральної столиці в 1911 році територія поселення Ектон була відведена під тимчасові табори для робітників, а після їх ліквідації — для розміщення співробітників, які керували будівництвом федеральної столиці. На початковому етапі досліджень території тут розміщувався офіс головного топографа. Казарма парубків біля Lennox Crossing, зараз перейменована в Lennox House, стала першим гостьовим будинком у місті.
Лінія вулиць Liversidge Street і Lennox Crossing повторює існуючу до 1911 року дорогу до основного броду через річку Молонгло. На місці броду в 1911 році були споруджені дамба і міст, згодом затоплені озером Берлі-Гріффін.
Власне канберрський район Ектон був заснований у 1928 році. 

## Виноски
1. ↑  Австралійське бюро статистики. Перепис 2006 року. Ектон[недоступне посилання]
2. ↑  Scott MacArthur of Tanner Architects (2007), Heritage Impact Statement,  Australian National University